# Synagoga przy ul. Cerkiewnej 6 w Sanoku
Synagoga w Sanoku – była synagoga znajdująca się w Sanoku przy ulicy Cerkiewnej 6.
Synagoga została zbudowana pod koniec XIX wieku. Była to kamienica z prywatną kaplicą żydowską, określano jako "sandecka" oraz sztybel - sala modlitwy).
Po wybuchu II wojny światowej we wrześniu 1939 synagoga została spalona w trakcie bombardowania lotniczego.
Obecnie budynek jest zamieszkiwany, pozostający w zasobach gospodarki komunalnej. Pomieszczenie po synagodze wykorzystywane jest do innych celów.
Do 2014 została odnowiona elewacja budynku.
Budynek został wpisany do gminnego rejestru zabytków miasta Sanoka, opublikowanego w 2015.